# Creepshow (série télévisée)
Creepshow est une série télévisée américaine créée par Greg Nicotero, et diffusée depuis le 26 septembre 2019 sur le service de streaming Shudder.
La série est diffusée en France depuis le 26 mars 2020 sur Paris Première, et en Belgique depuis le 30 octobre 2020 sur Tipik.

## Synopsis
Une créature cauchemardesque raconte des histoires terrifiantes provenant de bandes dessinées (2 histoires par épisode).

## Fiche technique
- Titre : Creepshow
- Création : Greg Nicotero
- Réalisation :
- Production :
  - Production exécutive :
- Société de production : Monster Agency Productions; Strike Entertainment; Taurus Entertainment; The Cartel
- Création des costumes :
- Musique :
- Pays d'origine :  États-Unis
- Langue originale : anglais
- Genre : horreur, série d'anthologie, fantastique
- Classification :
- États-Unis : TV-MA (Déconseillé aux moins de 17 ans)
- France : Déconseillé aux moins de 16 ans

## Distribution
Sauf indication contraire, les informations mentionnées dans cette section peuvent être confirmées par les bases de données cinématographiques IMDb et Allociné,  présentes dans la section « Liens externes ».
- Adrienne Barbeau (Gray Matter)[2]
- Tobin Bell (Gray Matter)[2]
- Giancarlo Esposito (Gray Matter)[2]
- Cailey Fleming (The House of the Head)
- Tricia Helfer (Lydia Layne's Better Half)[3]
- Dana Gould (Skincrawlers)[3]
- David Arquette (Times is Tough in Musky Holler)[3]
- Big Boi (The Man in the Suitcase)[4]
- Bruce Davison (Night of the Paw)[4]
- Kid Cudi (Bad Wolf Down)[4]
- Jeffrey Combs (Bad Wolf Down)[4]
- DJ Qualls (The Finger)[4]

## Production
Le tournage a eu lieu en février 2019 à Atlanta dans l'État de la Géorgie.
Le 30 octobre 2019, la série est renouvelée pour une deuxième saison.
Le 30 octobre 2020, un épisode spécial Halloween. Un autre épisode spécial Noël le 18 décembre 2020.
Le 18 février 2021, la série est renouvelée pour une troisième saison.
Une quatrième saison a été commandée le 10 février 2022.

## Épisodes

### Première saison (2019)
1. Matière grise / La Maison de poupée (Gray Matter / The House of the Head)
2. Le Grand Méchant loup / Le Doigt maudit (Bad Wolf Down / The Finger)
3. Halloween / L'Homme dans la valise (All Hallows Eve / The Man in the Suitcase)
4. Le Compagnon / La Meilleure Moitié de Lydia Layne (The Companion / Lydia Layne's Better Half)
5. La Nuit de la patte / Vengeance à Musky Holler (Night of the Paw / Times is Tough in Musky Holler)
6. Régime mortel / Le Monstre du Lac Champlain (Skincrawlers / On the Silver Waters of Lake Champlain)

### Spécial (2020)
Ils sont diffusés le 30 octobre et le 18 décembre 2020 au usa. Puis en France.
1. Journal d'un survivant / Twitter depuis le cirque de la mort (Survivor Type / Twitterings from the Circus of the Dead)
2. Les Griffes du Père Noël (Shapeshifters Anonymous)

### Deuxième saison (2021)
Composée de cinq épisodes, elle est diffusée du 1er avril au 28 avril 2021.
1. L'Enfant aux figurines / Meurtre en direct (Model Kid / Public Television of the Dead)
2. Dead and Breakfast / Pesticide (Dead and Breakfast / Pesticide)
3. L'Étoffe des zéros / Rivalité fraternelle (The Right Snuff / Sibling Rivalry)
4. Tuyaux hurlants / À travers les murs (Pipe Screams / Within the Walls of Madness)
5. La Dernière séance (Night of the Living Late Show)

### Troisième saison (2021)
Composée de six épisodes, elle est diffusée du 23 septembre au 28 octobre 2021.
1. Les Fleurs du mal / Gloire à la reine (Mums / Queen Bee)
2. Des squelettes dans le placard / Les Familiers (Skeletons in the Closet / Familiar)
3. Le Dernier Tsuburaya / L'Homme araignée (The Last Tsuburaya / Okay, I’ll Bite)
4. Mélopée macabre / Le Collecteur (Stranger Sings / Meter Reader)
5. Temps mort / Les Secrets d'Oakwood (Time Out / The Things in Oakwood's Past)
6. Hors de contrôle / Apocalypse zombie (Drug Traffic / A Dead Girl Named Sue)

### Quatrième saison (2023)
Composée de six épisodes, elle est diffusée le 13 octobre 2023 sur Shudder.
1. 20 minutes avec Cassandra / Souriez ! (Twenty Minutes with Cassandra / Smile)
2. La rançon de la gloire / La faim justifie les moyens (The Hat / Grieving Process)
3. Spectre familial / La veuve noire (The Parent Deathtrap / To Grandmother's House We Go)
4. Pas de pitié pour les vampires / Game over (Meet the Belaskos / Cheat Code)
5. Le Minhocáo / Sombres desseins (Something Burrowed, Something Blue / Doodles)
6. Tuer ou être tué / Dents de lait (George Romero in 3-D! / Baby Teeth)